# Haptoglobina
L'haptoglobina és la proteïna que en humans està codificada pel gen HP. Al plasma sanguini, l'haptoglobina s'uneix amb gran afinitat a l'hemoglobina lliure alliberada pels eritròcits i, per tant, inhibeix la seva activitat oxidativa perjudicial. En comparació amb l'haptoglobina, l'hemopexina s'uneix a l'hemo lliure. El complex haptoglobina-hemoglobina serà eliminat pel sistema reticuloendotelial (principalment la melsa).
En entorns clínics, l'anàlisi d'haptoglobina s'utilitza per detectar i controlar l'anèmia hemolítica intravascular. En l'hemòlisi intravascular, l'hemoglobina lliure s'alliberarà a la circulació i, per tant, l'haptoglobina s'unirà a l'hemoglobina. Això provoca una disminució dels nivells d'haptoglobina.